# Hassan Abujihaad
Hassan Abujihaad (ur. jako Paul R. Hall w 1976) – amerykański wojskowy i terrorysta. Marynarz United States Navy skazany za wspieranie terroryzmu.
Po przejściu na islam ujawnił terrorystom w kwietniu 2001, podczas służby w charakterze sygnalisty na USS Benfold, dyslokację jednostek marynarki oraz jej newralgiczne miejsca.
Został aresztowany przez policję w marcu 2007, nie przyznał się do winy. 5 marca 2008 został skazany przez sąd na 25 lat  za ujawnienie tajemnicy wojskowej.